# Viola kapsanensis
Viola kapsanensis är en violväxtart som beskrevs av Takenoshin Nakai. Viola kapsanensis ingår i släktet violer, och familjen violväxter. Inga underarter finns listade i Catalogue of Life.